# روبن صافارابکیان
روبن صافارابکیان (ارمنی: Ռուբեն Սաֆրազբեկյան؛ زادهٔ ۱۸۹۴ - درگذشته تاریخ نامعلوم) یک سیاستمدار اهل ارمنستان که از تاریخ ۲۶ مه ۱۹۲۱ تا تاریخ  ۱۰ آوریل ۱۹۲۲ سمت شهردار ایروان را برعهده داشت.

## زندگی‌نامه
در ۱۸۹۴ در باکو به دنیا آمددر سال ۱۹۴۲ تبعید شد و تاریخ درگذشت وی نامعلوم است در سال ۱۹۵۷ پس از مرگش از وی اعاده حیثیت شد.